# Magi Planeta
Magi Planeta es una serie animada francesa producida por Label Anim y transmitida en la República Argentina por el canal Pakapaka.

## Reparto
| Personaje                               | Actor de doblaje |
| --------------------------------------- | ---------------- |
| Lucas Polargon                          | Patricio Lago    |
| Lila Polargon                           | Daiana Vecchio   |
| Sebastian "Seba" Polargon               | Alejandro Graue  |
| Arthemus (Artenio) Polargon (el Abuelo) | Marcelo Armand   |

### Voces adicionales
- Natalia Rosminati
- Andrea Higa
- Luciana Falcón
- Jorge Riveros
- Demián Velazco
- Lorena Muñoz
- Natalia Bernodat
- Sebastián Castro Saavedra
- Martín Gopar
- Santiago Florentín
- Carlos Secilio

## Música
- Magi Planeta
  - Interpretado por: Alejandro Graue, Natalia Rosminati, Daiana Vecchio y Carlos Secilio.